# ФК Палић
ФК Палић је фудбалски клуб из Палића, и тренутно се такмичи у Српској лиги Војводина, трећем такмичарском нивоу српског фудбала. Клуб је сезону 2010/11. завршио на 14. месту у Српској лиги Војводина и требало је да испадне у нижи ранг, али пошто је ФК Солунац одустао од такмичења, Палић је заузео његово место.